# Cingles de Sant Salvador
Els Cingles de Sant Salvador són una serra situada al municipi de l'Espunyola, a la comarca catalana del Berguedà.